# 萬卡烏克羅蓬塔山
9°37′04″S 76°29′19″W / 9.61778°S 76.48861°W
萬卡烏克羅蓬塔山（Wank'a Ukru Punta），是秘魯的山峰，位於該國中部瓦努科大區，由五月二日省的馬里亞斯區負責管轄，屬於安地斯山脈的一部分，海拔高度4,410米。